# 9 juin dans les chemins de fer
9 mai 9 juillet
Chronologies thématiques
- Croisades
- Sports
- Disney

Cette page concerne les événements qui se sont déroulés un 9 juin dans les chemins de fer.

## Événements

### XIXesiècle

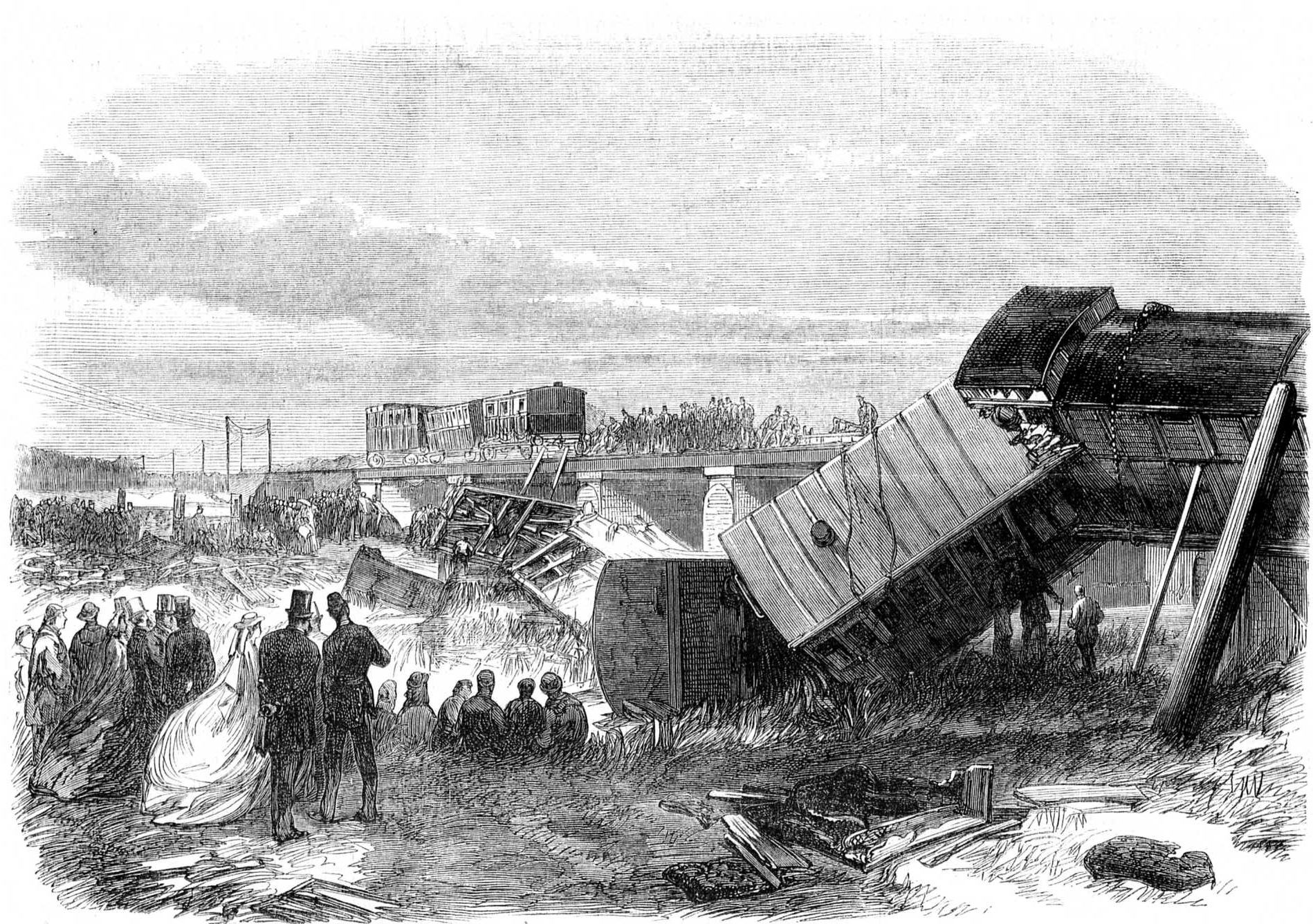
Accident de Staplehurst.

- 1862 : en France, ouverture de la section Portet Saint-Simon-Montréjeau du chemin de fer de Toulouse à Bayonne (compagnie du Midi).
- 1865 : au Royaume-Uni, dans le Kent, à Staplehurst un accident ferroviaire provoque la mort de 10 personnes et en blesse 49 autres. L'écrivain Charles Dickens figure parmi les survivants[1],[2].
- 1866 : au Royaume-Uni, dans le Hertfordshire, à Welwyn, au nord de Londres, une collision entre deux trains de marchandises dans le tunnel, suivie par une collision frontale par un autre train de marchandises, fait 2 morts et le tunnel est en flammes pendant deux jours[3].

### XXesiècle
- 1910 : en France, ouverture du tronçon Vascœuil - Serqueux sur la ligne Charleval - Serqueux de la Compagnie des chemins de fer de l'État.

### XXIesiècle
- 2011 : en Italie, incendie criminel d'un train de marchandises dans le tunnel du Simplon[4].

## Naissances
- 1781 : George Stephenson, ingénieur anglais, pionnier du chemin de fer, considéré comme l'inventeur de la locomotive à vapeur († 12 août 1848).